# Тимоти Спол
Тимоти Спол (енгл. Timothy Spall; 27. фебруар 1957) британски је глумац и презентер.
Познат је по улогама Питера Петигруа у серијалу Хари Потер, Винстона Черчила у историјском филму Краљев говор, Питера Тејлора у спортској драми Проклети Јунајтед, Бидла Бамфорда у мјузиклу Свини Тод: Паклени берберин из улице Флит и Сајмона Грејама у ратном филму Последњи самурај. Један је од редовних сарадника британског редитеља Мајка Лија и тумачио је значајне улоге у његовим филмовима Тајне и лажи (1996), Све или ништа (2002) и Господин Тернер (2014) која му је донела награду Канског филмског фестивала за најбољег глумца у главној улози.

## Филмографија
| Година | Наслов                                     | Улога           |
| ------ | ------------------------------------------ | --------------- |
| 1996   | Тајне и лажи                               | Морис Парли     |
| 2000   | Кокошке у бекству                          | Ник (глас)      |
| 2001   | Небо боје ваниле                           | Томас Тип       |
| 2002   | Све или ништа                              | Фил             |
| 2003   | Последњи самурај                           | Сајмон Грејам   |
| 2004   | Серија несрећних догађаја Лемонија Сникета | господин По     |
| 2004   | Хари Потер и затвореник из Аскабана        | Питер Петигру   |
| 2005   | Хари Потер и ватрени пехар                 | Питер Петигру   |
| 2007   | Свини Тод: Паклени берберин из улице Флит  | Бидл Бамфорд    |
| 2007   | Зачарана                                   | Нејтанијел      |
| 2007   | Хари Потер и Ред феникса                   | Питер Петигру   |
| 2009   | Проклети Јунајтед                          | Питер Тејлор    |
| 2009   | Хари Потер и полукрвени принц              | Питер Петигру   |
| 2010   | Алиса у земљи чуда                         | Бејард Хамар    |
| 2010   | Краљев говор                               | Винстон Черчил  |
| 2010   | Хари Потер и реликвије смрти: Први део     | Питер Петигру   |
| 2011   | Хари Потер и реликвије смрти: Други део    | Питер Петигру   |
| 2021   | Спенсер                                    | Алистер Грегори |
| 2022   | Бледоплаво око                             | надзорник Тејер |